# Олту (река)
Олту (тур. Oltu Çayı, Oltu Suyu) — река на северо-востоке Турции, правый приток реки Чорох, впадающей в Чёрное море.
Длина реки — 151 км. Площадь водосборного бассейна — 6877 км².
В древние времена носила название Глаукус (лат. Glaucus).
Исток реки находится на высоте приблизительно 2500 метров над уровнем моря на восточном склоне хребта Сивридаг. Протекая через населённый пункт Хамидие, река направляется на восток и, затем, на северо-восток. Вдоль реки проложена автомобильная дорога D955.
Олту протекает через город Олту, принимает справа воды притока Пенека и от поселения Эгридере направляется на запад. Недалеко от поселка Кеприбашы справа в нее впадает река Панаскерт. Недалеко от устья слева в реку впадает река Тортум. Впадает в Чорох справа у подножия горы Карадаг.